# Ceraphron triochros
Ceraphron triochros är en stekelart som beskrevs av Paul Dessart 1975. Ceraphron triochros ingår i släktet Ceraphron och familjen pysslingsteklar. Inga underarter finns listade i Catalogue of Life.